# Zalesie Górne (przystanek kolejowy)
Zalesie Górne – przystanek osobowy, a dawniej stacja usytuowana na linii kolejowej nr 8 Warszawa Zachodnia - Kraków Główny, w Zalesiu Górnym, powiecie piaseczyńskim, województwie mazowieckim, w Polsce.

## Infrastruktura
Obiekt posiada dwa perony jednokrawędziowe i przebiegające pomiędzy nimi dwa tory szlakowe linii kolejowej nr 8, na której się znajduje, budynek niegdysiejszej stacji, usytuowaną w nim poczekalnię dla pasażerów. Kasa biletowa Kolei Mazowieckich została zamknięta 30 września 2023 roku. Podczas modernizacji linii kolejowej Warszawa Okęcie - Czachówek Południowy pobliski przejazd wyposażono w sygnalizacja świetlno-dźwiękową i rogatki.

## Ruch pasażerski[6]
| Rok  | Wymiana pasażerska na dobę |
| ---- | -------------------------- |
| 2017 | 700-999                    |
| 2018 | 700-999                    |
| 2019 | 1500-2000                  |
| 2020 | 1000-1500                  |
| 2021 | 1000-1500                  |
| 2022 | 2000-3000                  |
| 2023 | 2000-3000                  |

## Inne informacje
- Dwa jednokrawędziowe perony mają 200 metrów długości[9].
- Stację wraz z rozgałęziającymi się w kierunku północy torami[10] zamknięto dla czynności techniczno-ruchowych w dniu 26.11.1996 roku[11]. Od tamtej pory obiekt jest przystankiem osobowym.

## Dojazd
Do przystanku Zalesie Górne można się dostać:
- wysiadając na przystanku PKP Zalesie Górne, obsługiwanym przez linię L13 (przystanek stały),
- wysiadając na przystanku Wiekowej Sosny (ok. 500 m od stacji) obsługiwanym przez linie L13 i L19 (na żądanie).

## Połączenia
Z przystanku można dojechać elektrycznymi pociągami podmiejskimi do Skarżyska-Kamiennej, Radomia, Góry Kalwarii, Piaseczna oraz Warszawy.
| Linia            | Przewoźnik         | Trasa |
| R80/(RE80)/(R90) | Koleje Mazowieckie | (W-wa Wschodnia) – W-wa Gdańska – W-wa Zachodnia – W-wa Służewiec – Piaseczno – Zalesie Górne – Czachówek Płd. – Radom – Skarżysko-Kamienna           |
| R80/(RE80)/(R90) | Koleje Mazowieckie | (Nasielsk) - (Legionowo Przystanek) – W-wa Gdańska – W-wa Zachodnia – W-wa Służewiec – Piaseczno – Zalesie Górne – Czachówek Wschodni – Góra Kalwaria |